# Discografie van REO Speedwagon
Hieronder volgen de discografie en filmografie van de Amerikaanse rockband REO Speedwagon.

## Studioalbums
| Jaar | Titel                                               | Label                 | Soort drager                   | Bijzonderheden                                      |
| ---- | --------------------------------------------------- | --------------------- | ------------------------------ | --------------------------------------------------- |
| 1971 | REO Speedwagon                                      | Epic Records          | lp/8 track/cd                  | Cd ook uitgebracht in Japan, DSD remaster 2011      |
| 1972 | REO/TWO                                             | Epic Records          | lp/8 track/compact cassette/cd | Cd ook uitgebracht in Japan, DSD remaster 2011      |
| 1973 | Ridin' The Storm Out                                | Epic Records          | lp/8 track/compact cassette/cd | Cd ook uitgebracht in Japan, DSD remaster 2011      |
| 1974 | Lost In A Dream                                     | Epic Records          | lp/8 track/compact cassette/cd | Cd ook uitgebracht in Japan, DSD remaster 2011      |
| 1975 | This Time We Mean It                                | Epic Records          | lp/8 track/compact cassette/cd | Cd ook uitgebracht in Japan, DSD remaster 2011      |
| 1976 | REO                                                 | Epic Records          | lp/8 track/compact cassette/cd | Cd ook uitgebracht in Japan, DSD remaster 2011      |
| 1978 | You can tune a piano, but you can't tuna fish       | Epic Records          | lp/8 track/compact cassette/cd | Cd ook uitgebracht in Japan, DSD remaster 2011      |
| 1979 | Nine Lives                                          | Epic Records          | lp/8 track/compact cassette/cd | Cd ook uitgebracht in Japan, DSD remaster 2011      |
| 1980 | Hi Infidelity                                       | Epic Records          | lp/8 track/compact cassette/cd | Cd ook uitgebracht in Japan, DSD remaster 2009      |
| 1982 | Good Trouble                                        | Epic Records          | lp/8 track/compact cassette/cd | Cd ook uitgebracht in Japan, DSD remaster 2009      |
| 1984 | Wheels Are Turnin'                                  | Epic Records          | lp/8 track/compact cassette/cd | Cd ook uitgebracht in Japan, DSD remaster 2009      |
| 1987 | Life As We Know It                                  | Epic Records          | lp/compact cassette/cd         | Cd ook uitgebracht in Japan, DSD remaster 2009      |
| 1990 | The earth, a small man, his dog and a chicken       | Epic Records          | lp/compact cassette/cd         |                                                     |
| 1996 | Building The Bridge                                 | Castle Records        | compact cassette/cd            | Cd ook uitgebracht in Australië door Universal 2003 |
| 2007 | Find Your Own Way Home                              | Speedwagon recordings | cd                             | Europese uitgave met extra bonus tracks             |
| 2009 | Not so silent night...christmas with REO Speedwagon | Epic Records          | cd                             | Ook uitgebracht met bonus tracks, Sony/Legacy 2010  |

## Livealbums
| Jaar | Titel                                                                                        | Label                 | Soort drager                            | Bijzonderheden                                                                         |
| ---- | -------------------------------------------------------------------------------------------- | --------------------- | --------------------------------------- | -------------------------------------------------------------------------------------- |
| 1977 | You Get What You Play For                                                                    | Epic Records          | dubbelelpee/8 track/compact cassette/cd | Cd heeft twee nummers minder Ook uitgebracht als dubbel-cd in Japan, DSD remaster 2011 |
| 1978 | Live Again                                                                                   | Epic Records          | lp                                      | Promotie-album                                                                         |
| 1991 | The second decade of rock 'n' roll 1981 to 1991                                              | Epic Records          | compact cassette/cd                     | Live- en studioversies                                                                 |
| 2000 | Arch allies, live at Riverport                                                               | Sanctuary Records     | dubbel-cd                               | cd 1 Styx, cd 2 REO Speedwagon                                                         |
| 2001 | Live Plus                                                                                    | Sanctuary Records     | cd                                      | Hetzelfde concert als Arch allies, met drie extra nummers                              |
| 2001 | Extended Versions                                                                            | BMG                   | cd                                      | Hetzelfde concert als Arch allies, deze met bonusvideo                                 |
| 2007 | Hi infidelity, then again...live                                                             | Speedwagon recordings | cd                                      | Alleen uitgebracht in de VS                                                            |
| 2010 | Setlist: the very best of REO Speedwagon Live Several previously unreleased tracks 1977-1990 | Epic/Legacy           | cd                                      |                                                                                        |
| 2010 | Live and Limited - Bloomington, IL.                                                          | Abbey Road Live       | dubbel-cd                               | Alleen uitgebracht in de VS, 16 december                                               |
| 2010 | Live and Limited - Milwaukee, WI.                                                            | Abbey Road Live       | dubbel-cd                               | Alleen uitgebracht in de VS, 18 december                                               |
| 2011 | Live and Limited - Mount Pleasant, MI.                                                       | Abbey Road Live       | dubbel-cd                               | Alleen uitgebracht in de VS, 11 februari                                               |
| 2011 | Live and Limited - Florence, IN.                                                             | Abbey Road Live       | dubbel-cd                               | Alleen uitgebracht in de VS, 12 februari                                               |
| 2011 | Live and Limited - Biloxi, MS.                                                               | Abbey Road Live       | dubbel-cd                               | Alleen uitgebracht in de VS, 18 maart                                                  |
| 2011 | Live and Limited - Cherokee, NC.                                                             | Abbey Road Live       | dubbel-cd                               | Alleen uitgebracht in de VS, 19 maart                                                  |
| 2013 | Live in Germany 1982                                                                         | Immortal              | cd                                      | alleen uitgebracht in Nederland                                                        |
| 2013 | Live Chicago 1979                                                                            | Plastic Soho          | dubbel-cd                               |                                                                                        |
| 2015 | Metro Center Rockford Illinois, 15th July 1983                                               | Klondike              | cd                                      |                                                                                        |

## Compilatiealbums
| Jaar | Titel                                   | Label               | Soort drager                                   | Bijzonderheden                                                                                      |
| ---- | --------------------------------------- | ------------------- | ---------------------------------------------- | --------------------------------------------------------------------------------------------------- |
| 1980 | A decade of rock 'n' roll 1970 to 1980  | Epic Records        | dubbelelpee/8 track/compact cassette/dubbel-cd | dubbel-cd ook uitgebracht in Japan, DSD remaster 2011                                               |
| 1985 | Best foot forward, Best Of              | Epic Records        | lp/compact cassette/cd                         | Alleen uitgebracht in Europa                                                                        |
| 1988 | The Hits                                | Epic Records        | lp/compact cassette/Minidisc/cd                | CD Remaster Sony Music 2002 (met twee nieuwe nummers)                                               |
| 1991 | Keep on loving you, best zounds         | Epic/Sony           | cd                                             | Alleen uitgebracht in Duitsland                                                                     |
| 1993 | Star Box                                | Epic/Sony           | cd                                             | Alleen uitgebracht in Japan                                                                         |
| 1995 | Believe in Rock 'n' Roll                | Sony Music          | compact cassette/cd                            | Alleen uitgebracht in de VS                                                                         |
| 1995 | Hi Infidelity gold                      | Sony/Legacy         | cd                                             | 24-karaat gold disc                                                                                 |
| 1998 | Premium Best                            | Epic/Sony           | cd                                             | Alleen uitgebracht in Japan                                                                         |
| 1998 | Only The Strong Survive                 | Sony Music          | compact cassette/cd                            | Alleen uitgebracht in de VS                                                                         |
| 1999 | The Ballads                             | Epic/Legacy         | cd                                             | Met twee nieuwe nummers                                                                             |
| 2000 | Take it on the run, the best of         | Columbia/Sony       | cd                                             | |
| 2000 | Boston/REO Speedwagon                   | Platinum/Sony       | dubbel-cd                                      | cd 1 Boston, cd 2 REO Speedwagon                                                                    |
| 2001 | Only The Strong Survive                 | Platinum/Sony       | cd                                             | |
| 2001 | Time Flies, Anthology                   | KRB/Sony            | cd                                             | Alleen uitgebracht in de VS                                                                         |
| 2001 | Simply the Best                         | Columbia/Sony       | cd                                             | Alleen uitgebracht in Duitsland                                                                     |
| 2002 | Keep On Rollin'                         | Music Mill/Sony     | cd                                             | Alleen uitgebracht in de VS                                                                         |
| 2004 | The Essential                           | Sony/Legacy         | dubbel-cd                                      | |
| 2005 | Rock Breakout Years: 1981               | Madacy              | cd                                             | Uitgebracht in Canada                                                                               |
| 2005 | Collections                             | Sony/BMG            | cd                                             | |
| 2007 | Horipro Entertainment Group             | H.E.G.              | cd                                             | Alleen uitgebracht in de VS                                                                         |
| 2007 | REO Speedwagon / REO/TWO                | BGO Records         | dubbel-cd                                      | remaster                                                                                            |
| 2008 | Ridin' the storm out/Lost in a dream    | BGO Records         | cd                                             | remaster                                                                                            |
| 2008 | Greatest Hits, Steel Box Collection     | Sony/BMG            | cd                                             | |
| 2008 | Playlist: The Very Best Of              | Epic/Legacy         | cd                                             | Met bonus materiaal                                                                                 |
| 2009 | The Essential 3.0                       | Sony/Legacy         | 3 cd                                           | |
| 2009 | Triple feature                          | Sony music          | 3 cd                                           | Alleen uitgebracht in de VS                                                                         |
| 2010 | This time we mean it/R.E.O.             | BGO Records         | cd                                             | remaster                                                                                            |
| 2011 | Hi Infidelity: 30th Anniversary Edition | Sony/Legacy         | dubbel-cd                                      | 2011 remaster                                                                                       |
| 2011 | Original album classics                 | Sony/Legacy         | 5 cd                                           | Alleen uitgebracht in Europa                                                                        |
| 2011 | Legends                                 | Allegro Corporation | dubbel-cd                                      | Alleen uitgebracht in de VS                                                                         |
| 2014 | The Box Set Series                      | Epic/Legacy         | 4 cd                                           | Bevat de niet eerder uitgebrachte studioversie van Ridin' the storm out, gezongen door Kevin Cronin |

## Singles
| Jaar | Titel                                | Hitlijstpositie | Hitlijstpositie | Hitlijstpositie | Hitlijstpositie  | Album                                         |
| Jaar | Titel                                | US Pop          | US Rock         | US A.C.         | UK Singles Chart | Album                                         |
| ---- | ------------------------------------ | --------------- | --------------- | --------------- | ---------------- | --------------------------------------------- |
| 1972 | Sophisticated Lady                   | Nr. 122         | -               | -               | -                | REO Speedwagon                                |
| 1972 | 157 Riverside Avenue                 | -               | -               | -               | -                | REO Speedwagon                                |
| 1972 | Gypsy Woman's Passion                | -               | -               | -               | -                | REO Speedwagon                                |
| 1973 | Golden Country                       | -               | -               | -               | -                | REO/TWO                                       |
| 1974 | Ridin' The Storm Out                 | -               | -               | -               | -                | Ridin' The Storm Out                          |
| 1974 | Open Up                              | -               | -               | -               | -                | Ridin' The Storm Out                          |
| 1975 | Throw The Chains Away                | -               | -               | -               | -                | Lost In A Dream                               |
| 1975 | Out Of Control                       | -               | -               | -               | -                | This Time We Mean It                          |
| 1975 | Headed For A Fall                    | -               | -               | -               | -                | This Time We Mean It                          |
| 1976 | Keep Pushin'                         | -               | -               | -               | -                | REO                                           |
| 1976 | Flying Turkey Trot                   | -               | -               | -               | -                | REO                                           |
| 1977 | Ridin' The Storm Out (Live)          | Nr. 94          | -               | -               | -                | Live-You Get What You Play For                |
| 1977 | Flying Turkey Trot (Live)            | -               | -               | -               | -                | Live-You Get What You Play For                |
| 1978 | Roll With The Changes                | Nr. 58          | -               | -               | -                | You Can Tune a Piano, But You Can't Tuna Fish |
| 1978 | Time For Me To Fly                   | Nr. 56          | -               | -               | -                | You Can Tune a Piano, But You Can't Tuna Fish |
| 1979 | Easy Money                           | -               | -               | -               | -                | Nine Lives                                    |
| 1979 | Only The Strong Survive              | -               | -               | -               | -                | Nine Lives                                    |
| 1980 | Time For Me To Fly                   | Nr. 77          | -               | -               | -                | A Decade of Rock and Roll: 1970 to 1980       |
| 1980 | Keep On Loving You                   | Nr. 1           | Nr. 9           | -               | Nr. 7            | Hi Infidelity                                 |
| 1981 | Take It On The Run                   | Nr. 5           | Nr. 6           | -               | Nr. 19           | Hi Infidelity                                 |
| 1981 | Don't Let Him Go                     | Nr. 24          | Nr. 11          | -               | -                | Hi Infidelity                                 |
| 1981 | In Your Letter                       | Nr. 20          | -               | Nr. 26          | -                | Hi Infidelity                                 |
| 1981 | Tough Guys                           | -               | Nr. 25          | -               | -                | Hi Infidelity                                 |
| 1981 | Out of Season                        | -               | Nr. 59          | -               | -                | Hi Infidelity                                 |
| 1982 | Keep The Fire Burning                | Nr. 7           | Nr. 2           | -               | -                | Good Trouble                                  |
| 1982 | Sweet Time                           | Nr. 26          | -               | -               | -                | Good Trouble                                  |
| 1982 | The Key                              | -               | Nr. 34          | -               | -                | Good Trouble                                  |
| 1982 | Stillness of the Night               | -               | Nr. 19          | -               | -                | Good Trouble                                  |
| 1982 | Good Trouble                         | -               | Nr. 51          | -               | -                | Good Trouble                                  |
| 1984 | I Do'Wanna Know                      | Nr. 29          | Nr. 5           | -               | -                | Wheels Are Turnin'                            |
| 1985 | Can't Fight This Feeling             | Nr. 1           | Nr. 5           | Nr. 3           | Nr. 16           | Wheels Are Turnin'                            |
| 1985 | One Lonely Night                     | Nr. 19          | Nr. 17          | Nr. 10          | -                | Wheels Are Turnin'                            |
| 1985 | Live Every Moment                    | Nr. 34          | -               | -               | -                | Wheels Are Turnin'                            |
| 1985 | Wherever you're Goin' (It's Alright) | -               | -               | -               | -                | Best Foot Forward, Best Of                    |
| 1987 | That Ain't Love                      | Nr. 16          | Nr. 5           | -               | -                | Life as We Know It                            |
| 1987 | Variety Tonight                      | Nr. 60          | Nr. 28          | -               | -                | Life as We Know It                            |
| 1987 | In My Dreams                         | Nr. 19          | -               | Nr. 6           | -                | Life as We Know It                            |
| 1988 | Here With Me                         | Nr. 20          | -               | Nr. 9           | -                | The Hits                                      |
| 1988 | I Don't Want To Lose You             | -               | -               | -               | -                | The Hits                                      |
| 1990 | Live it Up                           | -               | Nr. 6           | -               | -                | The Earth, a Small Man, His Dog and a Chicken |
| 1990 | Love is a Rock                       | Nr. 65          | Nr. 31          | -               | -                | The Earth, a Small Man, His Dog and a Chicken |
| 1991 | L.I.A.R.                             | -               | -               | -               | -                | The Earth, a Small Man, His Dog and a Chicken |
| 1998 | Building The Bridge                  | -               | -               | -               | -                | Building The Bridge                           |
| 1999 | Just For You                         | -               | -               | -               | -                | The Ballads                                   |
| 2007 | I Needed to Fall                     | -               | -               | Nr. 25          | -                | Find Your Own Way Home                        |
| 2008 | Find Your Own Way Home               | -               | -               | Nr. 23          | -                | Find Your Own Way Home                        |
| 2009 | Can't Stop Rockin' (met Styx)        | -               | -               | Nr. 23          | -                |                                               |

## Soundtracks
| Jaar | Titel                                | Soundtrack                 | Label        | Soort drager            | Bijzonderheden                                          |
| ---- | ------------------------------------ | -------------------------- | ------------ | ----------------------- | ------------------------------------------------------- |
| 1982 | Keep On Loving You                   | The Last American Virgin   | Columbia     | lp/cd/vhs/laserdisc/dvd |                                                         |
| 1985 | Wherever You're Goin' (It's Alright) | The Goonies                | Epic Records | lp/cd/vhs/laserdisc/dvd | Titel is ook verkrijgbaar op:Best Foot Forward, Best Of |
| 1989 | (Everybody's Gotta) Face The Music   | Sing                       | Columbia     | lp/cd/vhs               | Kevin Cronin (solo)                                     |
| 2005 | Can't Fight This Feeling             | Top Gun (Deluxe Edition)   | Sony         | cd                      |                                                         |
| 2006 | Can't Fight This Feeling             | Employee Of The Month      | Lions Gate   | cd/dvd                  |                                                         |
| 2009 | Keep On Loving You                   | Ghosts Of Girlfriends Past | Bulletproof  | cd/dvd                  | Op de cd andere versie van Keep On Loving You           |
| 2010 | Time For Me To Fly                   | Grown Ups                  | Madison Gate | cd                      |                                                         |

## Video/ld/dvd
| Jaar    | Titel                                             | Label                 | Soort drager                  | Bijzonderheden                                   |
| ------- | ------------------------------------------------- | --------------------- | ----------------------------- | ------------------------------------------------ |
| 1978    | FM                                                | Universal             | Video/Laserdisc/dvd           | laserdisc/dvd uitgebracht in de VS               |
| 1981    | Live Infidelity                                   | CBS                   | Video/CED videodisc/laserdisc | laserdisc uitgebracht in de VS                   |
| 1985    | Live-Wheels Are Turnin                            | CBS                   | Video/laserdisc               | laserdisc uitgebracht in Japan                   |
| 1991    | A Video Anthology 1978-1990                       | Sony                  | Video/laserdisc               | (promotievideo's) Laserdisc uitgebracht in Japan |
| 2000    | Arch allies, live at riverport                    | Sanctuary Records     | Video/dvd                     | Met Styx                                         |
| 2001    | Live Plus                                         | Sanctuary Records     | Video/dvd-audio/dvd           |                                                  |
| 2002    | Real Artists Working                              | Hollywood MusicStore  | Video/dvd                     | Interviews                                       |
| 2005    | Live Aid 1985                                     | Woodcharm             | 4 dvd                         | Live optreden van REO Speedwagon                 |
| 2007    | XM Artists Confidential                           | Speedwagon recordings | dvd                           | Alleen uitgebracht in de VS                      |
| 2008    | SoundStage, Live in the Heartland                 | Koch Vision           | dvd                           |                                                  |
| 2010    | Not so silent night (the yule log edition)        | Sony                  | dvd                           |                                                  |
| 2011    | Live in the Heartland                             | Image Entertainment   | dvd/Blu-ray                   |                                                  |
| 2012    | Out of Nowhere: Champaign Music Scene Documentary | R.A.Z. Films          | dvd                           | interviews                                       |
| 2012/13 | Live At Moondance Jam                             | Speedwagon recordings | dvd/cd/Blu-ray                | ook uitgebracht door frontiers records           |
| 2013    | Live in Germany 1982                              | Immortal              | dvd                           | alleen uitgebracht in Nederland                  |
| 2020    | Japanese Singles Collection: Greatest Hits        | Sony                  | cd/dvd                        | (17 promotievideo's) alleen uitgebracht in Japan |

## Game
| Jaar | Titel                  | Label        | Soort drager | Bijzonderheden |
| ---- | ---------------------- | ------------ | ------------ | -------------- |
| 2010 | Find Your Own Way Home | Purple Hills | pc cd-rom    | Duits          |

## Biblio
| 1983 Creative Education | - REO Speedwagon, Rock 'n PopStars (by Paul Peterson) |